# Mühlhausen bei Schwenningen
Mühlhausen ist nach dem benachbarten Weigheim der zweitöstlichste Stadtbezirk von Villingen-Schwenningen. Der Ort hat 765 Einwohner (Stand 2011) auf einer Fläche von 4,75 km². Mühlhausen liegt etwa zwei Kilometer von Schwenningen, fünf Kilometer von Tuningen und zwei Kilometer von Weigheim entfernt.

## Gemarkung und geographische Lage
Mühlhausen befindet sich auf dem westlichen Teil der Hochebene Baar. Die Fläche beträgt 475 ha, wovon 311 ha landschaftlich genutzt werden und 112 ha Waldland sind. Das Naturschutzgebiet Mühlhauser Halde, bestehend aus „Halde“ und „Teufelsloch“, steht seit 1995 unter Naturschutz und ist ein beliebtes Wanderziel.

## Geschichte
Mühlhausen wurde etwa im 7. Jahrhundert gegründet. Erstmals wurde das Dorf 1179 urkundlich erwähnt, namentlich die dort gelegene Kirche. Güter wurden von unterschiedlichen Klöstern gehalten. 1803 kam Mühlhausen mit der Stadt Rottweil zu Württemberg. Nach der Gründung des Königreichs Württemberg ging Mühlhausen 1810 an das Oberamt Tuttlingen. Bei der Verwaltungsreform während der NS-Zeit in Württemberg wurde die Gemeinde 1938 u. a. mit Weigheim dem Landkreis Rottweil zugeordnet. 1945 wurde Mühlhausen Teil der Französischen Besatzungszone und kam somit zum neu gegründeten Land Württemberg-Hohenzollern, welches 1952 im Land Baden-Württemberg aufging. Das Dorf Mühlhausen ist geprägt von Handwerk und Gewerbe. Zum 1. Januar 1970 wurde es als Stadtbezirk nach Schwenningen eingemeindet. Am 1. Januar 1972 ging es dann als Stadtbezirk in die fusionierte Kreisstadt Villingen-Schwenningen über. 1978 wurde eine Flurbereinigung begonnen und 1998 abgeschlossen.

## Infrastruktur
Seit den 70er-Jahren hat sich die Infrastruktur im Wesentlichen nicht verändert. Mühlhausen verfügt über die Kirche St. Georg. Im Ortskern befinden sich außerdem einige sanierte traditionsreiche Gebäude um den Dorfplatz: das Göpelhaus mit Kräutergarten, Moste, Mühle und Backhaus. Mühlhausen verfügt ebenfalls über einen Kindergarten. Außerdem gibt es ein Bauernmuseum. Jeden Freitag findet in dessen Nähe auch ein Bauernmarkt statt. Busverbindungen bestehen nach Weigheim bzw. Trossingen, Tuningen und in die Zentren von Villingen und Schwenningen.

## Wissenswertes
Mühlhausen nahm seit 1980 am Landeswettbewerb „Unser Dorf soll schöner werden“ teil. Nach einer Verleihung von Bronze und Silber erhielt der Ort 1989 in diesem Rahmen eine Goldmedaille.

## Vereine
In Mühlhausen gibt es einen Sportverein, einen Tennisclub (in Gemeinschaft mit Weigheim), den Freundeskreis Dorf Mühlhausen e. V. sowie die Haldenzunft.

## Einwohnerentwicklung
| Datum      | Einwohner |
| ---------- | --------- |
| 1950       | 435       |
| 1970       | 670       |
| 1981       | 653       |
| 1984       | 676       |
| 1993       | 740       |
| 1996       | 755       |
| 1999       | 807       |
| 2000       | 812       |
| 2003       | 845       |
| 2004       | 831       |
| 2005       | 754       |
| 2011       | 765       |
| 31.12.2020 | 762       |
| 31.12.2021 | 785       |
| 31.12.2022 | 754       |
| 31.12.2023 | 761       |

## Galerie

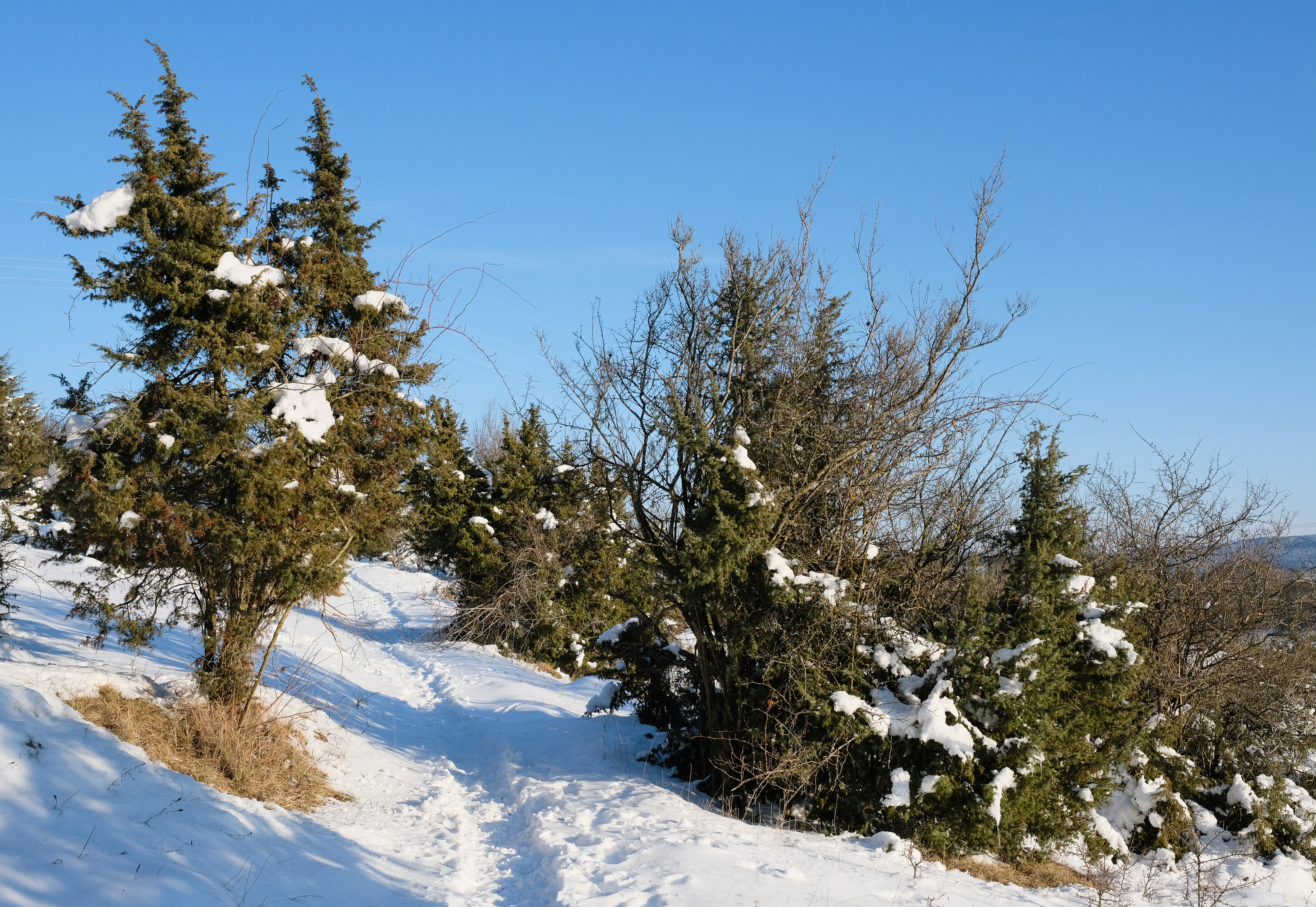
Naturschutzgebiet Halde
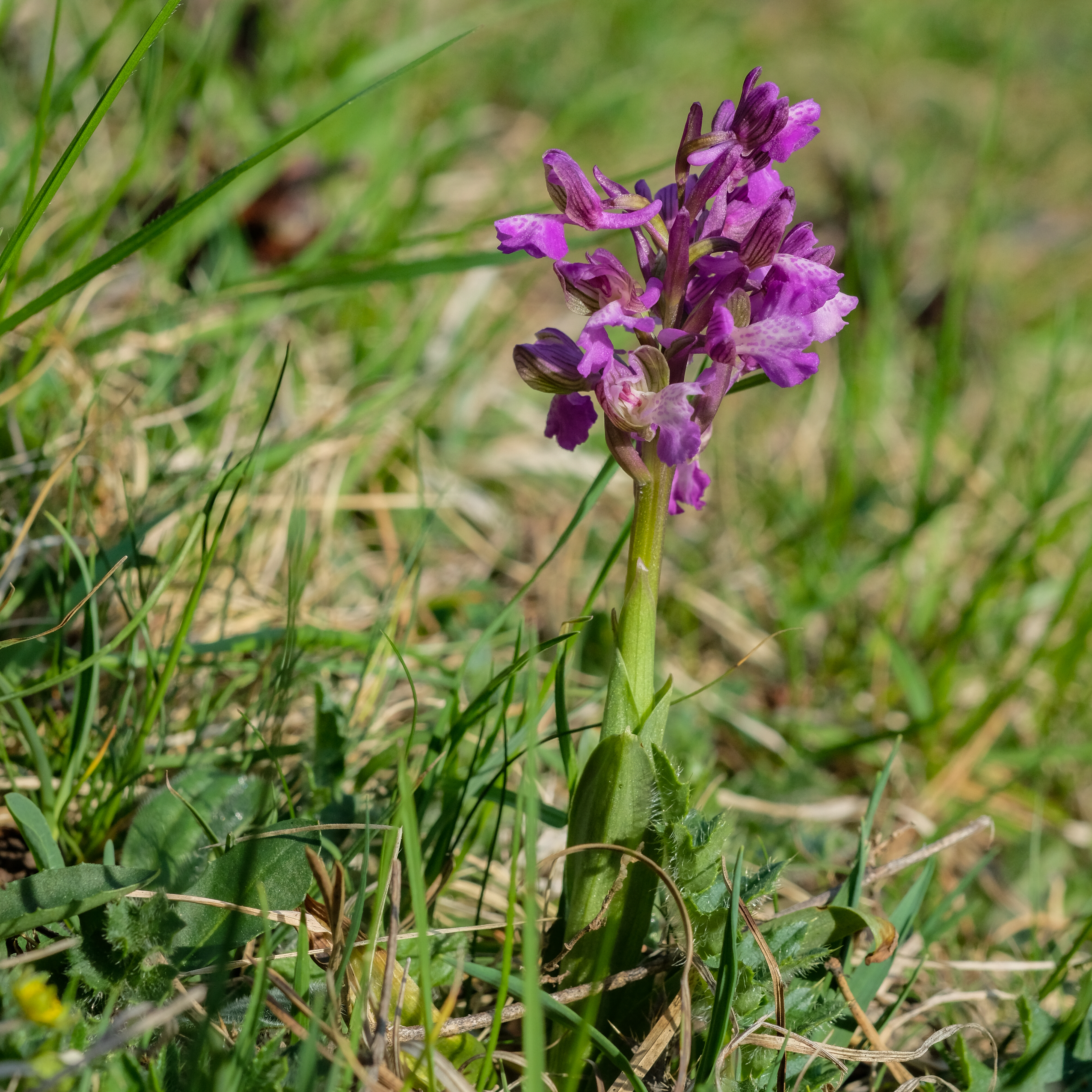
Naturschutzgebiet Halde, Kleines Knabenkraut
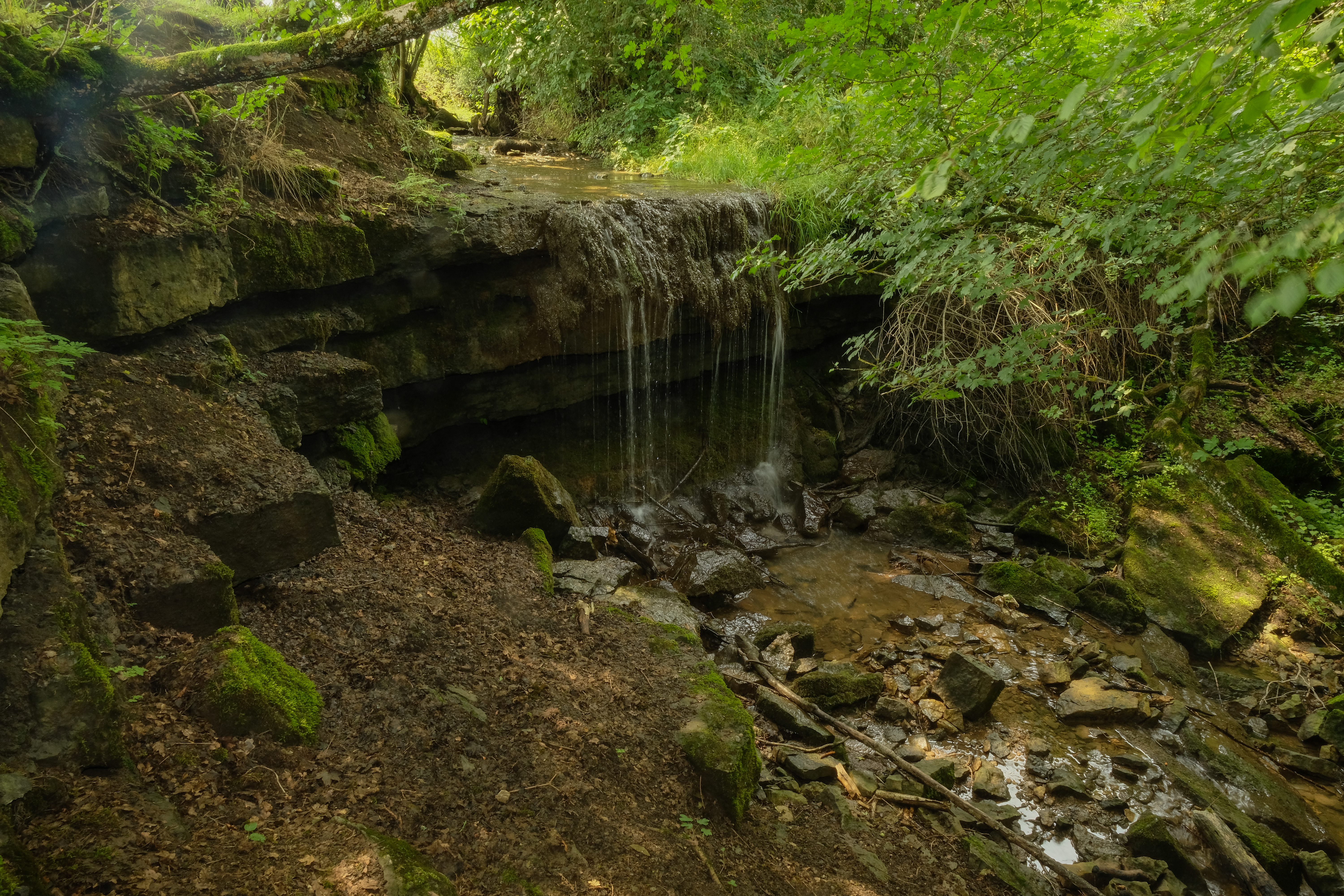
Teufelsloch
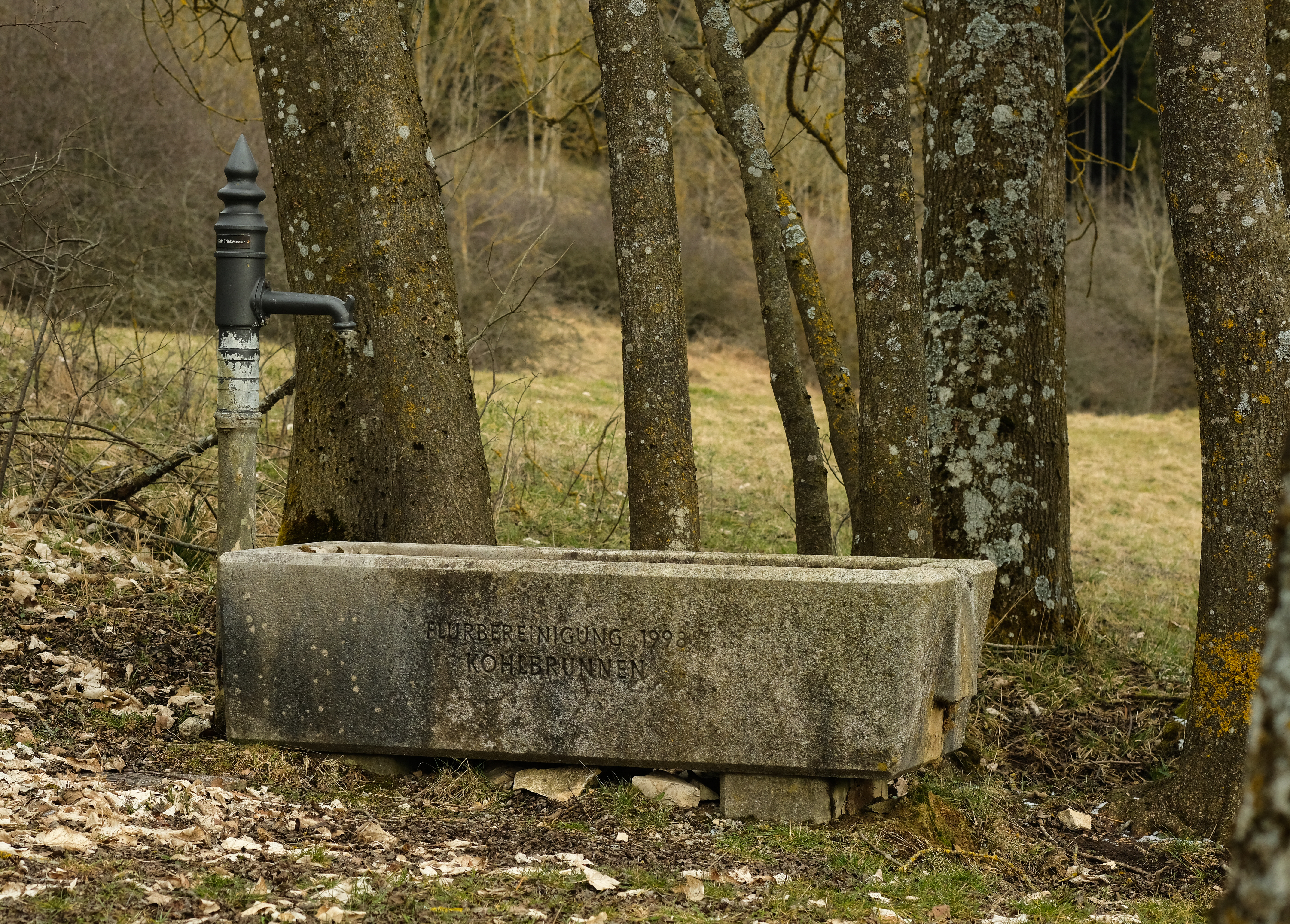
Flurbereinigung 1998 – Kohlbrunnen
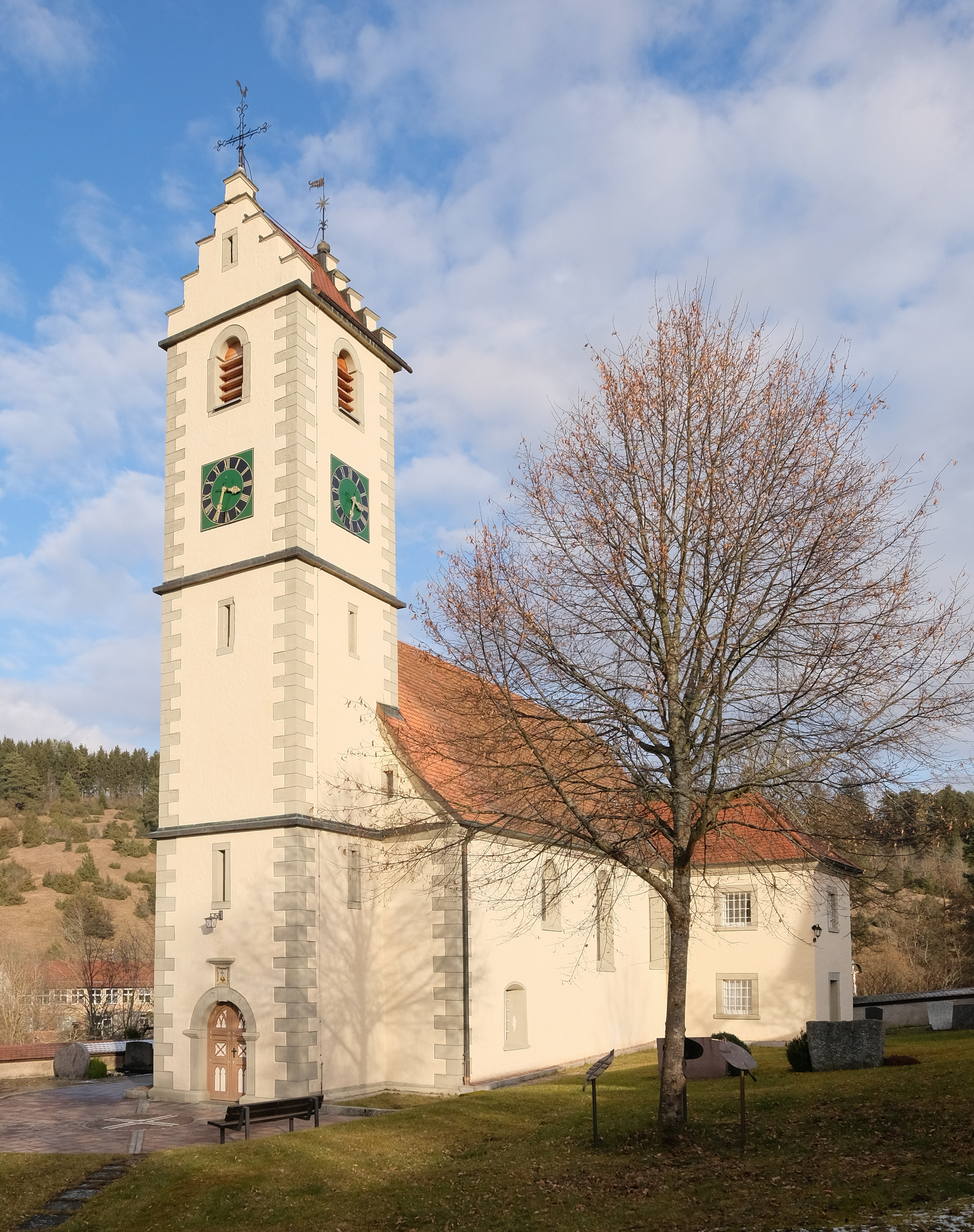
Kirche St. Georg
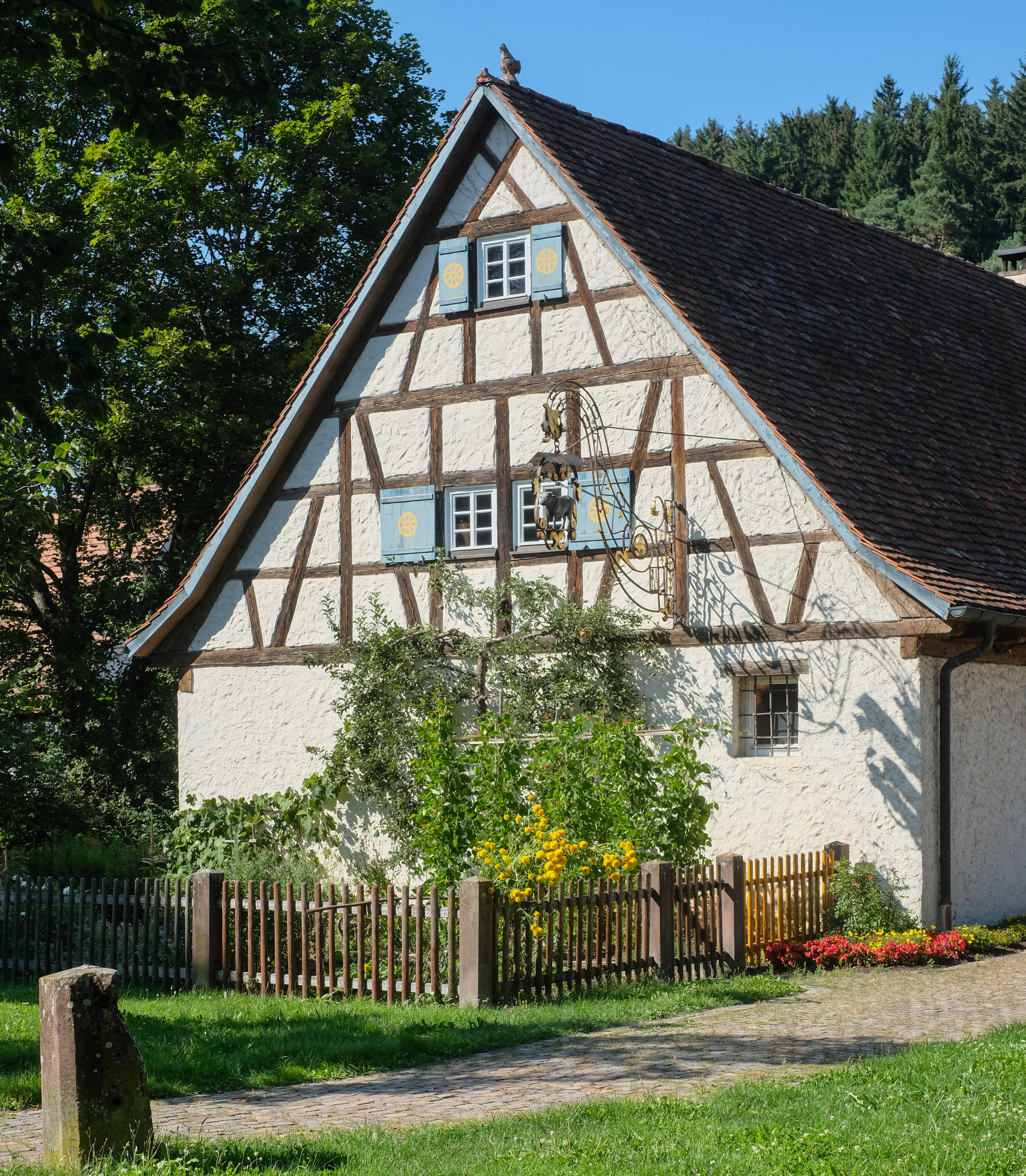
Göpelhaus
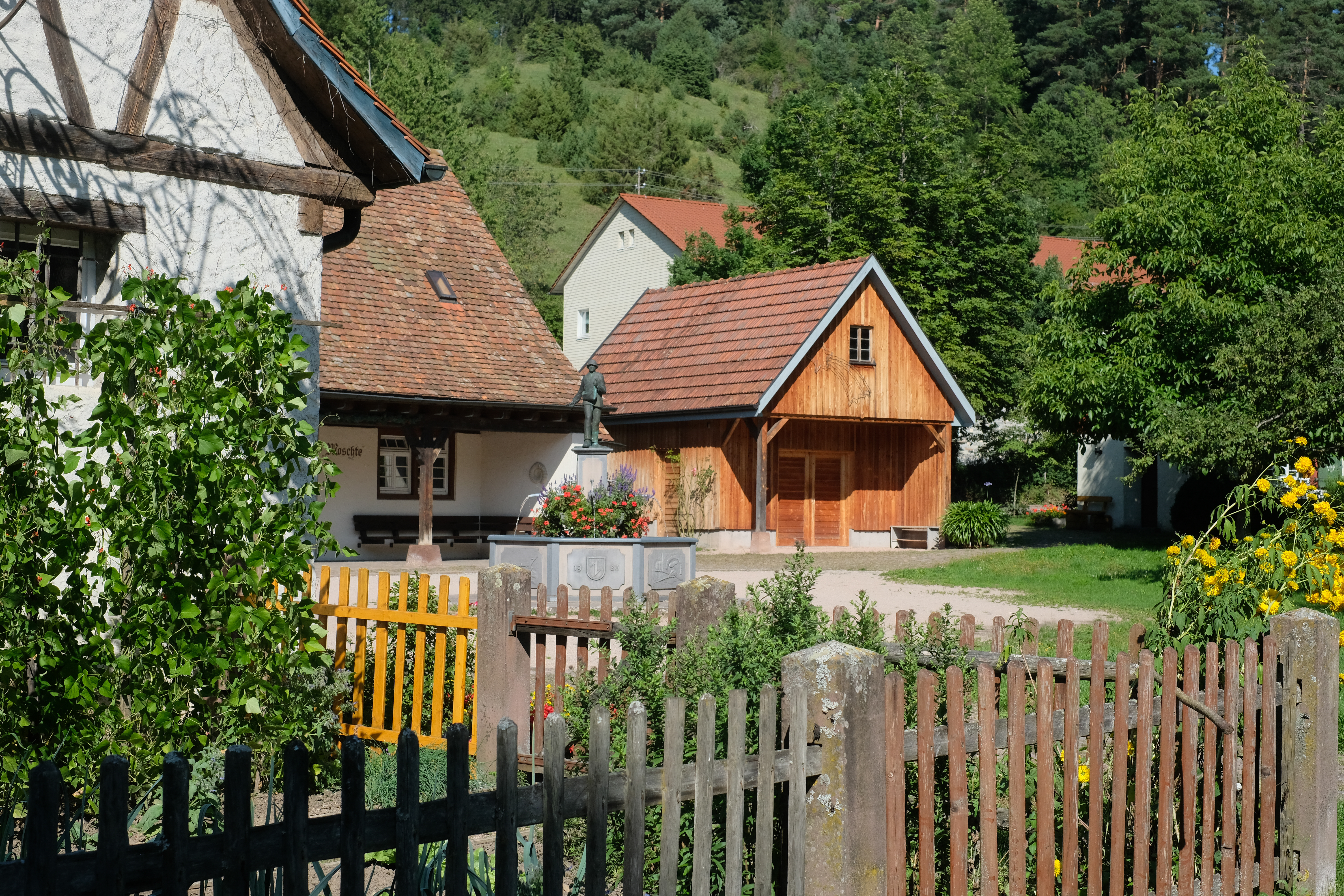
Göpelhausplatz
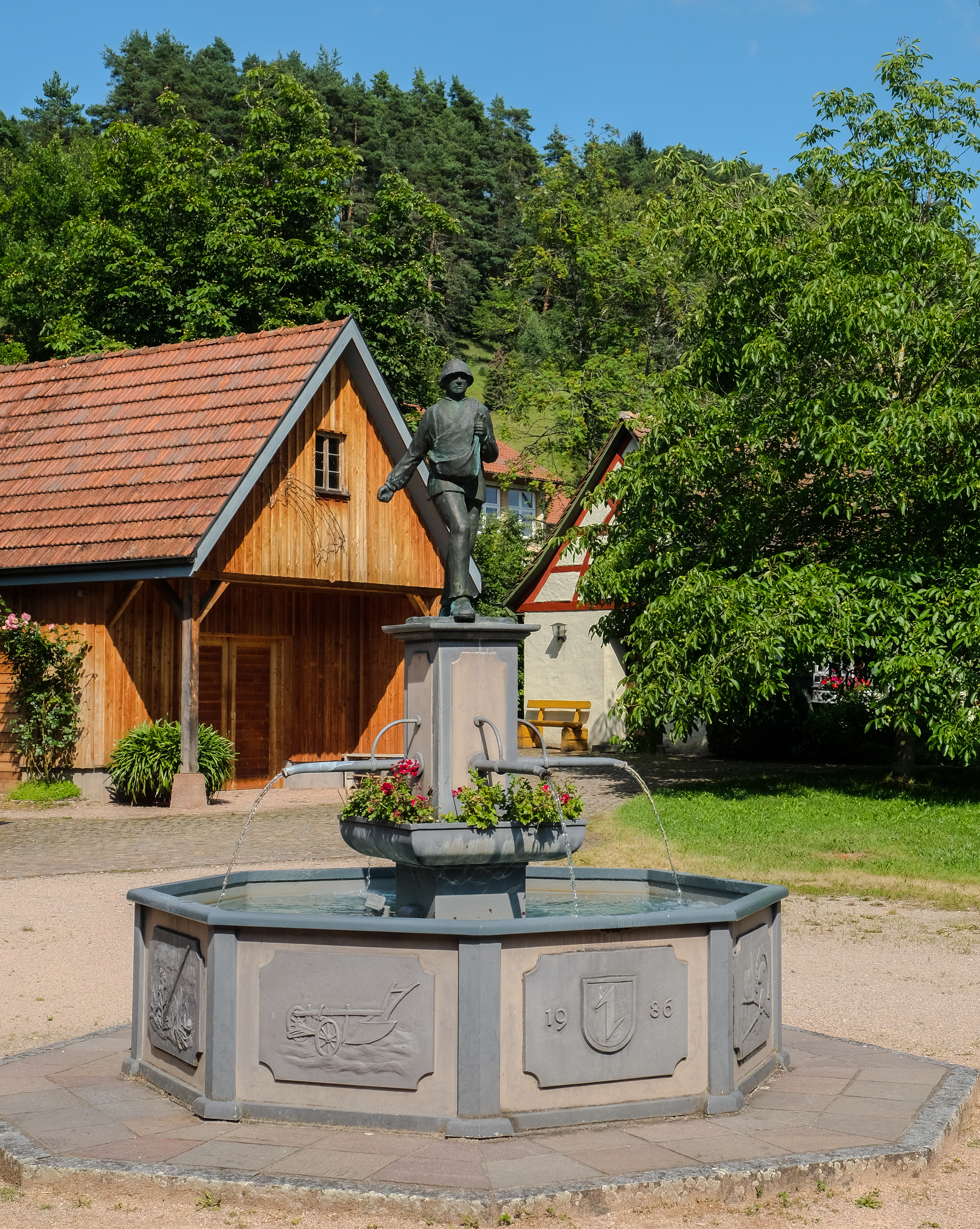
Brunnen am Göpelhausplatz
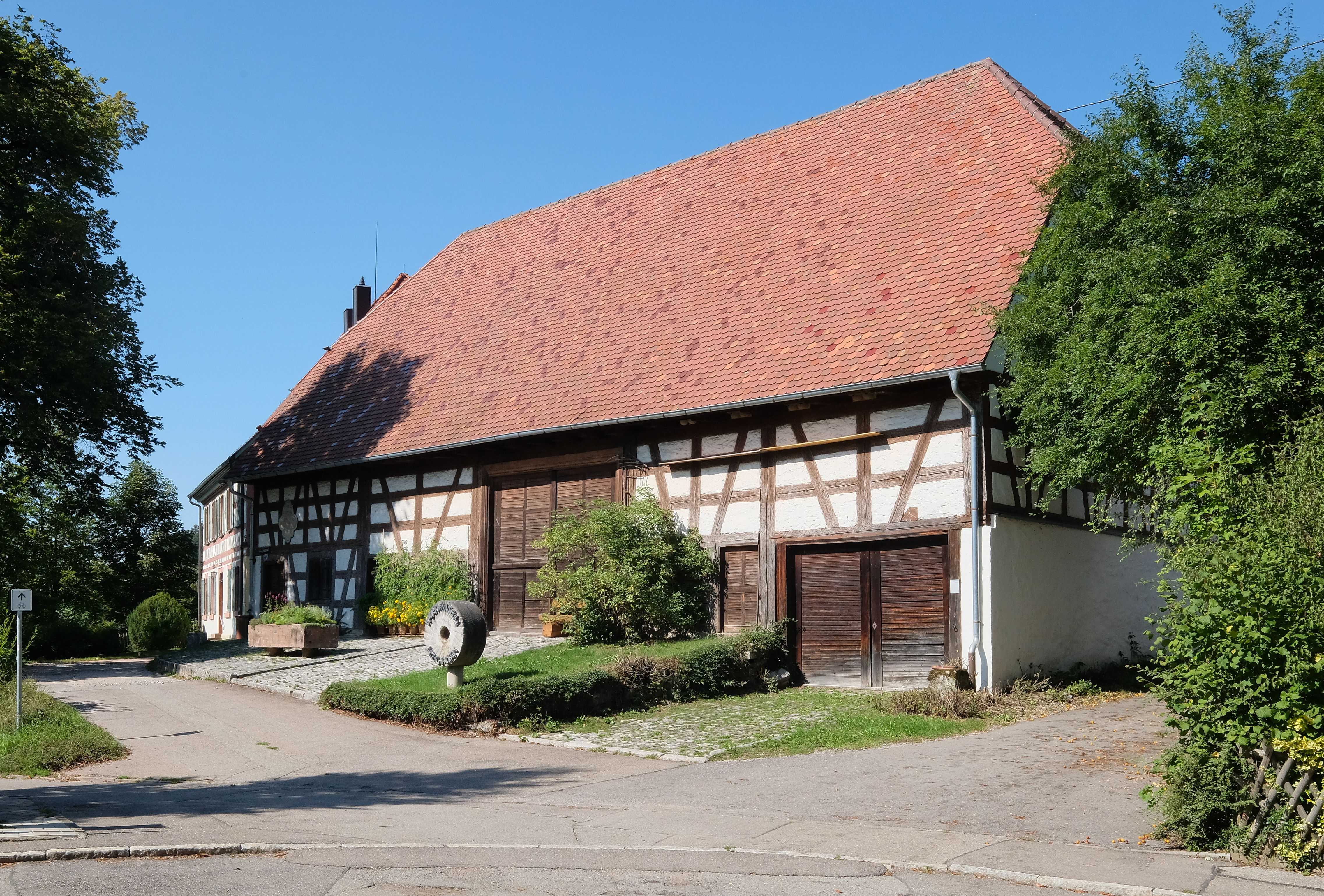
Bauernmuseum
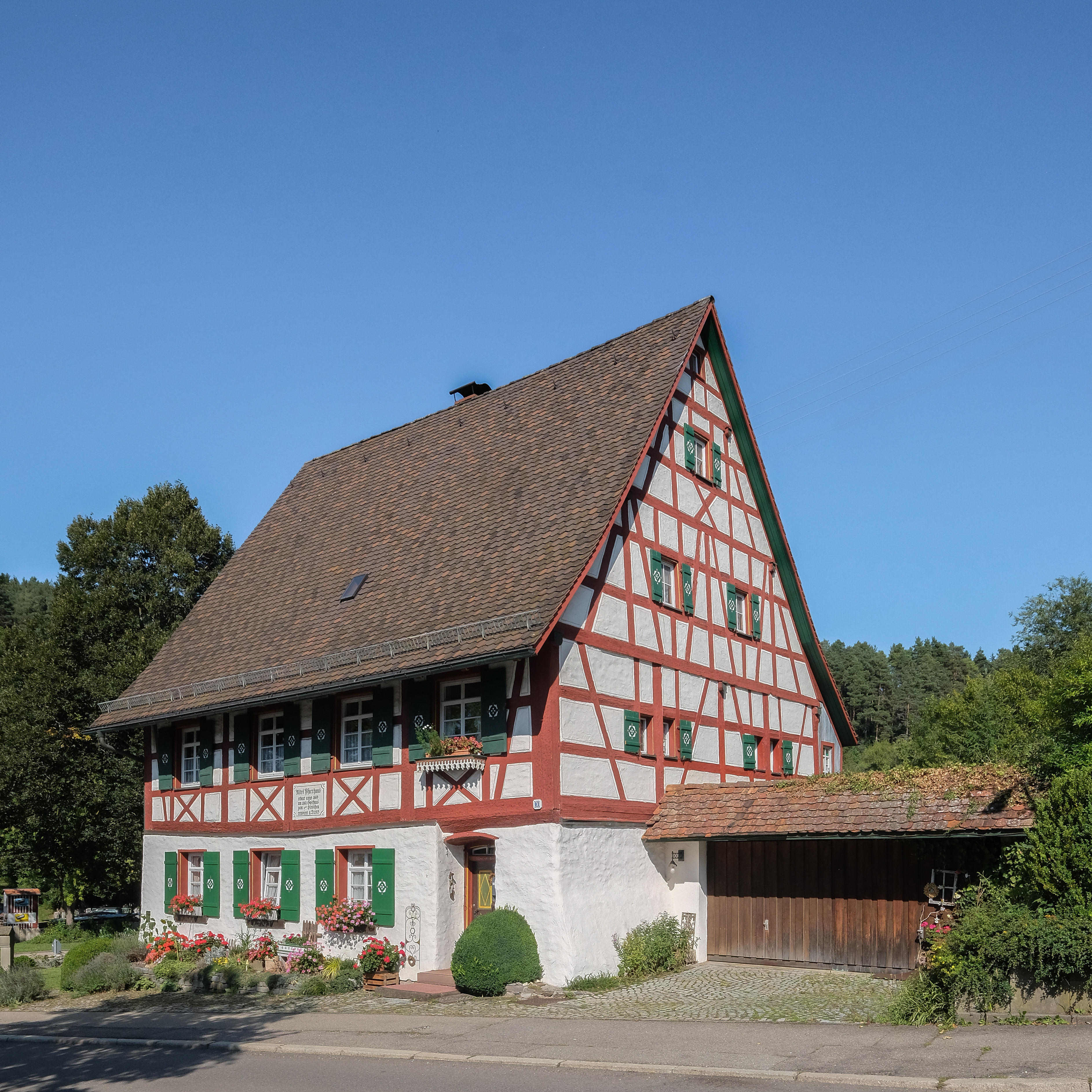
Altes Pfarrhaus
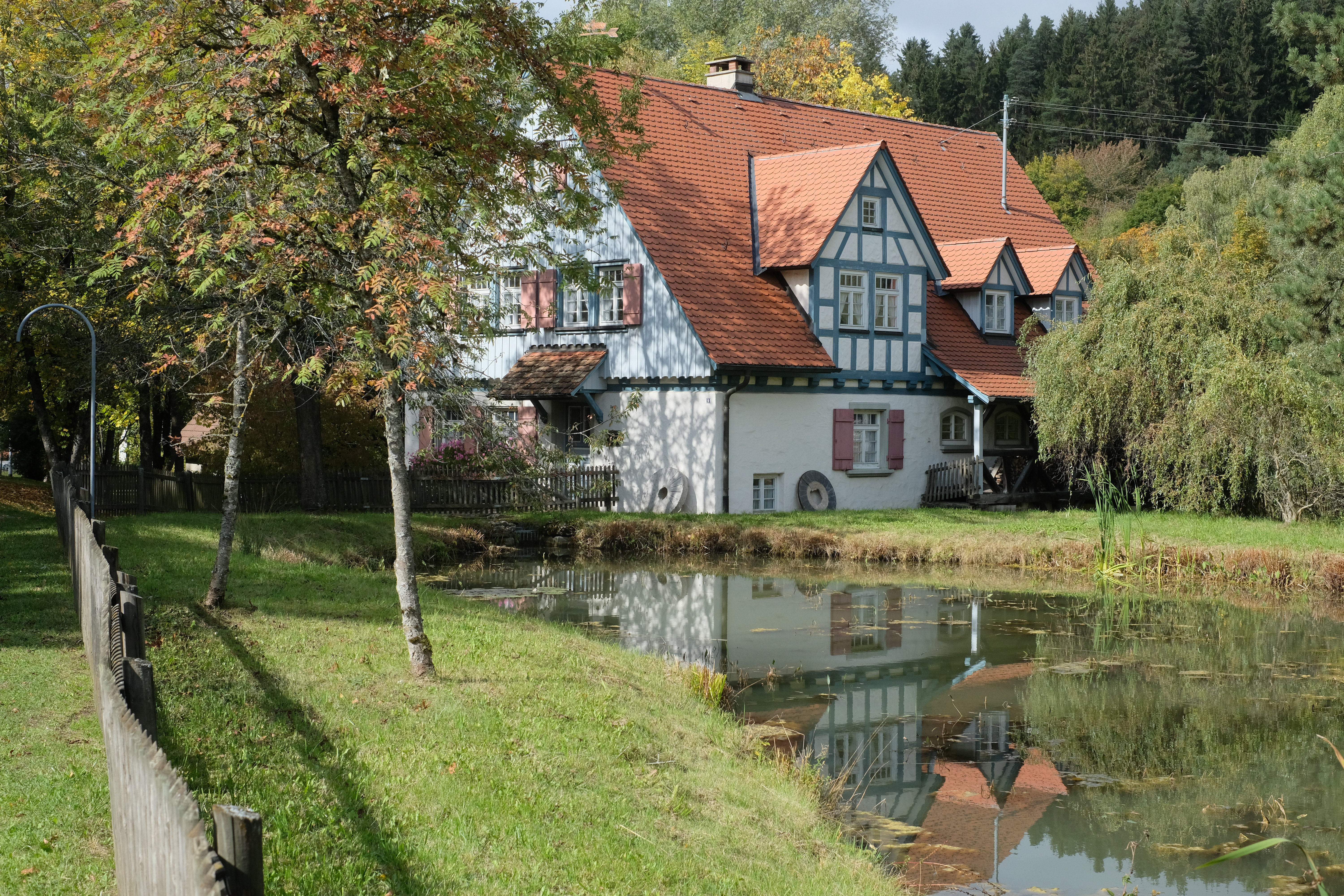
Mühle